# Eduard III d'Anglaterra
Eduard III d'Anglaterra (castell de Windsor, 13 de novembre 1312 - 21 de juny 1377), també conegut com a Eduard de Windsor abans del seu ascens, va ser rei d'Anglaterra des del 1327 fins a la seva mort el 1377, en un regnat de més de cinquanta anys. Destaca pel seu èxit militar i per la restauració de l'autoritat reial després del regnat desastrós i poc ortodox del seu pare, Eduard II. Eduard III va transformar el Regne d'Anglaterra en una de les potències militars més formidables d'Europa. El seu regnat de cinquanta anys va ser un dels més llargs de la història anglesa, i va veure desenvolupaments vitals en la legislació i el govern, en particular l'evolució del Parlament anglès, així com patir els estralls de la pesta negra. Va sobreviure al seu fill gran, Eduard el Príncep Negre, i el tron va passar al seu net, Ricard II.
Eduard va ser coronat a catorze anys després que el seu pare fos deposat per la seva mare, Isabel de França, i el seu amant Roger Mortimer. A disset anys va liderar un cop d'estat reeixit contra Mortimer, el governant de facto del país, i va començar el seu regnat personal. Després d'una campanya reeixida a Escòcia, es va declarar hereu legítim del tron francès, iniciant la Guerra dels Cent Anys. Després d'alguns contratemps inicials, aquesta primera fase de la guerra va anar excepcionalment bé per a Anglaterra, de manera que es coneixeria com la Guerra Eduardiana: les victòries a Crécy i Poitiers van portar al Tractat de Brétigny que va ser molt favorable, en el qual Anglaterra va aconseguir guanys territorials, i Eduard va renunciar al tron francès. Els últims anys d'Eduard van estar marcats pel fracàs internacional i els conflictes domèstics, en gran part com a resultat de la seva inactivitat i la seva mala salut.
Era temperamental i es creia capaç de fer gestes com la curació amb el toc reial com ho feien alguns reis anglesos anteriors, però era capaç d'una clemència inusual. Va ser en molts aspectes un rei convencional, el principal interès del qual era la guerra, encara que també amb una àmplia gamma d'interessos no militars. Admirat en la seva època i durant segles després, més tard va ser denunciat com un aventurer irresponsable pels historiadors whig, però els historiadors moderns li atribueixen èxits significatius.

## Biografia

### Joventut
Eduard era el fill gran d'Eduard II d'Anglaterra i d'Elisabet de França, dita la Lloba. El 1320 el seu pare el nomenà comte de Chester i el 1325 el designà duc d'Aquitània, raó per la qual viatjà amb la seva mare a França per a administrar-lo, i quedant allí sota la tutela del seu oncle, el rei Carles IV de França.
Tornà a Anglaterra el gener de 1327. El seu pare, obligat pel Parlament i la mateixa reina Elisabet, abdicà a favor seu, i fou coronat formalment el 25 d'aquest mes. El 21 de setembre d'aquest any, el rei deposat fou assassinat al castell de Berkeley on estava empresonat. La reina Elisabet empunyà les regnes del poder com a regent amb el suport del seu amant, Roger Mortimer fins al 1330 quan Eduard III, encoleritzat per l'execució del seu oncle Edmon, comte de Kent, ordenada per Mortimer, decidí prendre el control del país i ordenà la seva execució. Quant a la reina mare, Eduard decidí confinar-la al castell de Hereford, on moriria el 1358.

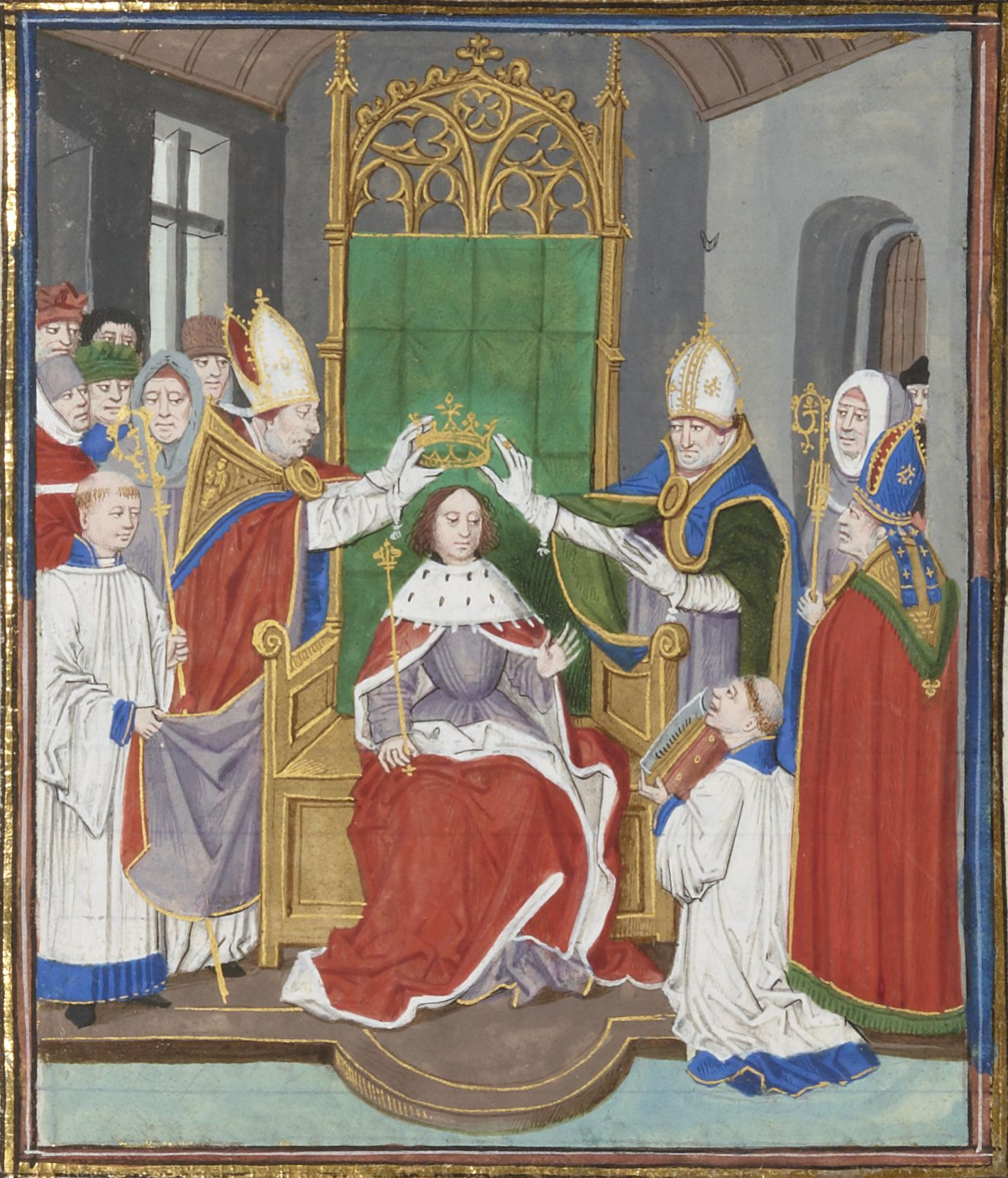
Coronació d'Eduard III

### Regnat
Un cop pres el control total d'Anglaterra, el jove rei inicia la seva lluita contra els escocesos, als quals derrota en la batalla de Halidon Hill en 1333, tot capturant el rei David II d'Escòcia i reposant en el tron Eduard Balliol, vassall seu; però la seva victòria dura molt poc i Balliol fou novament derrotat. Els posteriors intents per tornar-lo a col·locar en el tron escocès van resultar inútils, i com el 1337 França acudeix en ajuda d'Escòcia, el rei aprofita l'oportunitat per a reclamar el que, segons ell, li corresponia: la corona de França. Quan la dinastia Capet a França va extingir-se el 1328, Eduard va argumentar tenir més drets al tron francès per la seva mare Elisabet, germana dels últims reis de la dinastia: Lluís X, Felip V, i Carles IV. Però com la Llei Sàlica excloïa les dones de la successió, pujà al tron Felip VI de Valois, membre d'una branca col·lateral de la família.
Llavors, l'hàbil rei anglès va afirmar que, per la Fragilitas Sexus, les dones estaven excloses del tron, però que podien transmetre els seus drets successoris als seus fills. No obstant això, Eduard acceptà el fet consumat i prestà homenatge al nou rei el 6 de juny del 1329 pel seu ducat de Guiena en una cerimònia a Amiens, per assegurar amb això la pau amb França i la no intervenció d'aquest país en els assumptes d'Escòcia, però fracassà en això, puix que França decidí seguir donant suport a la seva aliada escocesa.
A causa de la importància econòmica i militar del ducat de Guiena, el rei francès decidí mantenir la seva ingerència en els afers del ducat i donà suport a la rebel·lió a Escòcia, diplomàticament primer, i amb l'enviament de tropes per a mantenir la seva independència. Però per la seva banda, Eduard buscava controlar el comtat de Flandes, vassall de França, ja que la seva indústria tèxtil depenia de la llana anglesa. Primer intentà una unió personal, en voler casar al seu fill Edmon amb Margarida, comtessa de Flandes i vídua de Felip de Rouvres, duc de Borgonya, però el papa Urbà VI es negà a donar la dispensa per al matrimoni a causa del seu parentiu. Després, donà suport a la revolta de Jacob van Artevelde, que pactà amb ell, assegurant-se el subministrament de llana.
El rei francès va considerar aquest acte com a hostil i, davant el Parlament, confiscà el ducat de Guiena a Eduard, i aquest, en resposta, va renegar del vassallatge prestat al rei, reclamà els seus drets al tron francès i envià a Paris un desafiament en què escriví la frase: «per a Felip, qui es diu a si mateix rei de França» (1337). L'exèrcit anglès estava millor entrenat i equipat amb la seva poderosa artilleria i cavalleria. Gràcies al seu pacte amb els burgesos flamencs, entrà a França pel comtat de Flandes, donat el suport dels flamencs i amb l'ajuda convinguda de l'emperador d'Alemanya. Felip VI envià un exèrcit per barrar-li el pas a Sluis, l'avantport de Brugge, però fou derrotat en la batalla de Saint-Omer, i els flamencs van abandonar el bàndol anglès.
El posterior assalt a Tournai resulta un fracàs anglès, per l'esgotament de les tropes i la falta de l'ajuda imperial convinguda, raó per la qual hagué de signar la treva d'Espléchin, que es va renovar fins al 1345. La guerra va poder acabar allí, però la disputa dinàstica en el ducat de Bretanya va ser l'excusa perfecta per a tornar a la càrrega. Eduard III desembarcà a Normandia i començà una ferotge cavalcada per França. Felip VI sortí en la seva persecució i arribà a Crêcy, on, malgrat no estar preparats, els anglesos aconseguiren una aixafadora victòria el 1346 mentre els escocesos eren derrotats a la batalla de Halidon Hill. L'any següent els anglesos prengueren Calais - que conservarien 200 anys-, i la pesta negra obligà Felip VI a demanar una treva, que duraria set anys (1347-1354).
En recomençar la lluita hi havia dos nous líders en ambdós bàndols: a França, el rei Joan II el Bo, successor del seu pare Felip VI, mort el 1350, i a Anglaterra, Eduard, príncep de Gal·les, primogènit d'Eduard III, i conegut com el Príncep Negre. Durant els següents sis anys van continuar les incursions angleses, que Joan II va provar de frenar en la batalla de Poitiers (1356), on va ser completament derrotat, malgrat la seva superioritat numèrica, gràcies a la brillant acció militar del Príncep Negre. A més, el mateix monarca francès va caure presoner, davant la total commoció d'Europa. El 1360 se signà el Tractat de Bretigny, i Joan II fou alliberat, Eduard III conservà la província de Calais i va obtenir els ducats de Guiena i Aquitània, en nomenà lloctinent el Príncep Negre; però també es va estipular que Eduard renunciava a tot dret a la corona de França. En el lloc del rei Joan II quedaren presos familiars seus, però com un d'ells va escapar, el monarca va considerar el seu deure cavalleresc tornar a la captivitat, on va morir el 1364.

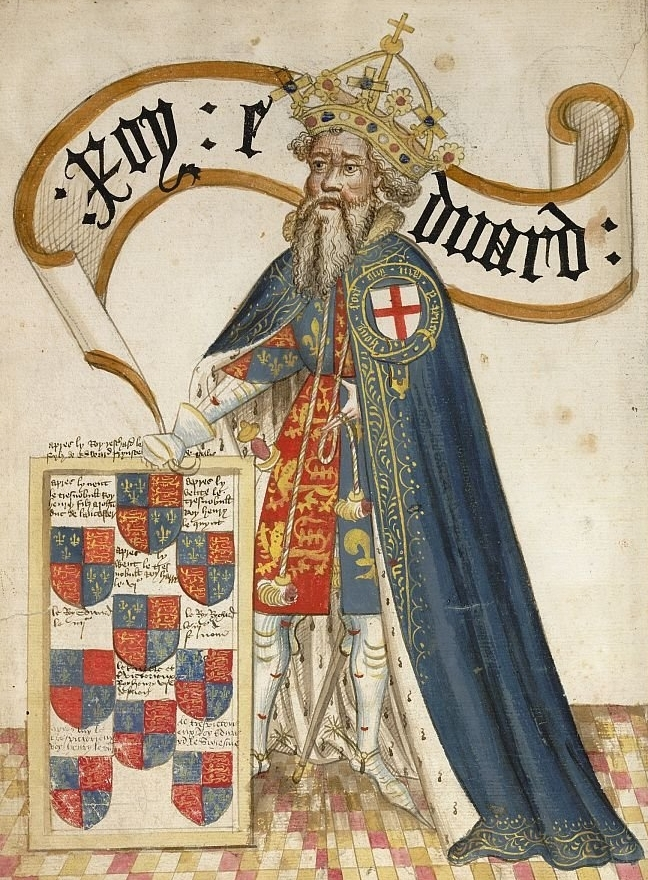
Il·lustració d'Eduard III (s. XV)

Mentrestant, Eduard III afirmava la seva autoritat a Anglaterra: el 1363, signà un tractat amb el seu cunyat David II d'Escòcia, pel qual si aquest moria sense hereus, la corona passaria a mans seves. Tres anys més tard, el 1366, Eduard desconegué l'autoritat del papa en el regne d'Anglaterra, vassall de l'Església des del 1213. Llavors, la sort va canviar per als anglesos: el delfí i ara rei Carles V el Savi, regent del regne des de la batalla de Poitiers, aprofità la pau per a reorganitzar el govern central i per a evitar lluites internes, envià a Castella les anomenades Companyies Blanques, comandades per Bertrand du Guesclin, per a donar suport a Enric de Trastàmara en la lluita contra el seu germà Pere I el Cruel. L'excusa de Carles V per a intervenir a Castella va ser la mort de Blanca de Borbó —germana de la seva esposa, Joana de Borbó—, primera esposa de Pere I, assassinada per ordre seva.
Eduard III llavors encarregà al seu fill, el Príncep Negre, defensar al rei Pere I, amb el qual la guerra continuava, però en diferent lloc. Du Guesclin derrotà els anglesos i el Trastàmara esdevingué rei Enric II de Castella en matar Pere I als camps de Montiel (1369). En no rebre el seu sou de part del rei castellà assassinat, el Príncep Negre exigí el tribut corresponent als seus ducats de Guiena i Aquitània. Carles V acudí en auxili d'ambdós ducats, cosa que provocà la fúria del Príncep Negre. Aquesta vegada, els francesos obtingueren una brillant victòria, amb l'ajuda del Regne de Castella, a La Rochelle, que provocà la signatura del Tractat de Brugge (1375), en el qual Eduard III hagué de renunciar a totes les seves possessions franceses, conservant només Calais, Bordeus, i Baiona.
La seva esposa, la reina Felipa, havia mort en el castell de Windsor el 15 d'agost del 1369. Des de la seva mort el rei va caure sota el control de la seva amant, la bella Alícia Perrers. El país estava dirigit pel tercer fill del rei: Joan de Gant. L'ancià rei va deixar tot el poder a les seves mans després de l'aflicció que li causà la derrota a França.
El Príncep Negre morí en el palau de Westminster, el 8 de juny 1376. Va ser un cop del qual el rei mai se'n refaria. El Parlament aprofità per a decretar el bandejament de la Perrers. Eduard III va morir en el palau de Sheen, a Surrey, el 22 de juny del 1377, als 64 anys, i a només 14 dies del primer aniversari de la mort del seu estimat fill. Va ser sepultat a l'abadia de Westminster.

## Família

### Avantpassats

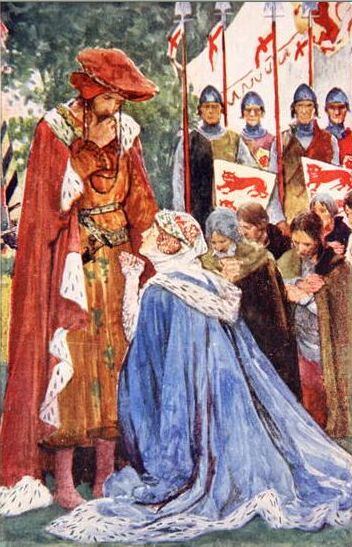
La reina Felipa demanant al rei que perdoni la vida als rebels de Calais.

|  |                                   |  |  |  |  |  |  |  |  |  |  |  |  |  |  |  |
|  | 16. Joan d'Anglaterra             |  |  |  |  |  |  |  |  |  |  |  |  |  |  |  |
|  |                                   |  |  |  |  |  |  |  |  |  |  |  |  |  |  |  |
|  |                                   |  |  |  |  |  |  |  |  |  |  |  |  |  |  |  |
|  | 8. Enric III d'Anglaterra         |  |  |  |  |  |  |  |  |  |  |  |  |  |  |  |
|  |                                   |  |  |  |  |  |  |  |  |  |  |  |  |  |  |  |
|  |                                   |  |  |  |  |  |  |  |  |  |  |  |  |  |  |  |
|  | 17. Isabel d'Angulema             |  |  |  |  |  |  |  |  |  |  |  |  |  |  |  |
|  |                                   |  |  |  |  |  |  |  |  |  |  |  |  |  |  |  |
|  |                                   |  |  |  |  |  |  |  |  |  |  |  |  |  |  |  |
|  | 4. Eduard I d'Anglaterra          |  |  |  |  |  |  |  |  |  |  |  |  |  |  |  |
|  |                                   |  |  |  |  |  |  |  |  |  |  |  |  |  |  |  |
|  |                                   |  |  |  |  |  |  |  |  |  |  |  |  |  |  |  |
|  | 18. Ramon Berenguer V de Provença |  |  |  |  |  |  |  |  |  |  |  |  |  |  |  |
|  |                                   |  |  |  |  |  |  |  |  |  |  |  |  |  |  |  |
|  |                                   |  |  |  |  |  |  |  |  |  |  |  |  |  |  |  |
|  | 9. Elionor de Provença            |  |  |  |  |  |  |  |  |  |  |  |  |  |  |  |
|  |                                   |  |  |  |  |  |  |  |  |  |  |  |  |  |  |  |
|  |                                   |  |  |  |  |  |  |  |  |  |  |  |  |  |  |  |
|  | 19. Beatriu de Savoia             |  |  |  |  |  |  |  |  |  |  |  |  |  |  |  |
|  |                                   |  |  |  |  |  |  |  |  |  |  |  |  |  |  |  |
|  |                                   |  |  |  |  |  |  |  |  |  |  |  |  |  |  |  |
|  | 2. Eduard II d'Anglaterra         |  |  |  |  |  |  |  |  |  |  |  |  |  |  |  |
|  |                                   |  |  |  |  |  |  |  |  |  |  |  |  |  |  |  |
|  |                                   |  |  |  |  |  |  |  |  |  |  |  |  |  |  |  |
|  | 20. Alfons IX de Lleó             |  |  |  |  |  |  |  |  |  |  |  |  |  |  |  |
|  |                                   |  |  |  |  |  |  |  |  |  |  |  |  |  |  |  |
|  |                                   |  |  |  |  |  |  |  |  |  |  |  |  |  |  |  |
|  | 10. Ferran III de Castella        |  |  |  |  |  |  |  |  |  |  |  |  |  |  |  |
|  |                                   |  |  |  |  |  |  |  |  |  |  |  |  |  |  |  |
|  |                                   |  |  |  |  |  |  |  |  |  |  |  |  |  |  |  |
|  | 21. Berenguera de Castella        |  |  |  |  |  |  |  |  |  |  |  |  |  |  |  |
|  |                                   |  |  |  |  |  |  |  |  |  |  |  |  |  |  |  |
|  |                                   |  |  |  |  |  |  |  |  |  |  |  |  |  |  |  |
|  | 5. Elionor de Castella            |  |  |  |  |  |  |  |  |  |  |  |  |  |  |  |
|  |                                   |  |  |  |  |  |  |  |  |  |  |  |  |  |  |  |
|  |                                   |  |  |  |  |  |  |  |  |  |  |  |  |  |  |  |
|  | 11. Joana de Dammartin            |  |  |  |  |  |  |  |  |  |  |  |  |  |  |  |
|  |                                   |  |  |  |  |  |  |  |  |  |  |  |  |  |  |  |
|  |                                   |  |  |  |  |  |  |  |  |  |  |  |  |  |  |  |
|  | 1. Eduard III d'Anglaterra        |  |  |  |  |  |  |  |  |  |  |  |  |  |  |  |
|  |                                   |  |  |  |  |  |  |  |  |  |  |  |  |  |  |  |
|  |                                   |  |  |  |  |  |  |  |  |  |  |  |  |  |  |  |
|  | 24. Lluís IX de França            |  |  |  |  |  |  |  |  |  |  |  |  |  |  |  |
|  |                                   |  |  |  |  |  |  |  |  |  |  |  |  |  |  |  |
|  |                                   |  |  |  |  |  |  |  |  |  |  |  |  |  |  |  |
|  | 12. Felip III de França           |  |  |  |  |  |  |  |  |  |  |  |  |  |  |  |
|  |                                   |  |  |  |  |  |  |  |  |  |  |  |  |  |  |  |
|  |                                   |  |  |  |  |  |  |  |  |  |  |  |  |  |  |  |
|  | 25. Margarida de Provença         |  |  |  |  |  |  |  |  |  |  |  |  |  |  |  |
|  |                                   |  |  |  |  |  |  |  |  |  |  |  |  |  |  |  |
|  |                                   |  |  |  |  |  |  |  |  |  |  |  |  |  |  |  |
|  | 6. Felip IV de França             |  |  |  |  |  |  |  |  |  |  |  |  |  |  |  |
|  |                                   |  |  |  |  |  |  |  |  |  |  |  |  |  |  |  |
|  |                                   |  |  |  |  |  |  |  |  |  |  |  |  |  |  |  |
|  | 26. Jaume el Conqueridor          |  |  |  |  |  |  |  |  |  |  |  |  |  |  |  |
|  |                                   |  |  |  |  |  |  |  |  |  |  |  |  |  |  |  |
|  |                                   |  |  |  |  |  |  |  |  |  |  |  |  |  |  |  |
|  | 13. Elisabet d'Aragó              |  |  |  |  |  |  |  |  |  |  |  |  |  |  |  |
|  |                                   |  |  |  |  |  |  |  |  |  |  |  |  |  |  |  |
|  |                                   |  |  |  |  |  |  |  |  |  |  |  |  |  |  |  |
|  | 27. Violant d'Hongria             |  |  |  |  |  |  |  |  |  |  |  |  |  |  |  |
|  |                                   |  |  |  |  |  |  |  |  |  |  |  |  |  |  |  |
|  |                                   |  |  |  |  |  |  |  |  |  |  |  |  |  |  |  |
|  | 3. Elisabet de França             |  |  |  |  |  |  |  |  |  |  |  |  |  |  |  |
|  |                                   |  |  |  |  |  |  |  |  |  |  |  |  |  |  |  |
|  |                                   |  |  |  |  |  |  |  |  |  |  |  |  |  |  |  |
|  | 28. Teobald I de Navarra          |  |  |  |  |  |  |  |  |  |  |  |  |  |  |  |
|  |                                   |  |  |  |  |  |  |  |  |  |  |  |  |  |  |  |
|  |                                   |  |  |  |  |  |  |  |  |  |  |  |  |  |  |  |
|  | 14. Enric I de Navarra            |  |  |  |  |  |  |  |  |  |  |  |  |  |  |  |
|  |                                   |  |  |  |  |  |  |  |  |  |  |  |  |  |  |  |
|  |                                   |  |  |  |  |  |  |  |  |  |  |  |  |  |  |  |
|  | 7. Joana I de Navarra             |  |  |  |  |  |  |  |  |  |  |  |  |  |  |  |
|  |                                   |  |  |  |  |  |  |  |  |  |  |  |  |  |  |  |
|  |                                   |  |  |  |  |  |  |  |  |  |  |  |  |  |  |  |
|  | 30. Robert I d'Artois             |  |  |  |  |  |  |  |  |  |  |  |  |  |  |  |
|  |                                   |  |  |  |  |  |  |  |  |  |  |  |  |  |  |  |
|  |                                   |  |  |  |  |  |  |  |  |  |  |  |  |  |  |  |
|  | 15. Blanca d'Artois               |  |  |  |  |  |  |  |  |  |  |  |  |  |  |  |
|  |                                   |  |  |  |  |  |  |  |  |  |  |  |  |  |  |  |
|  |                                   |  |  |  |  |  |  |  |  |  |  |  |  |  |  |  |

### Núpcies i descendents
Eduard es va casar a la ciutat de York el 24 de gener de 1328, amb Felipa d'Hainaut, filla de Guillem III, comte d'Hainaut i d'Holanda, i de Joana de Valois -filla de Carles I, comte de Valois i germana del rei Felip VI de França. D'aquest matrimoni van néixer 14 fills:
- Eduard "el Príncep Negre" (palau de Woodstock, 1330 - Palau de Westminster, 1376), duc de Cornualla (1337) i príncep de Gal·les (1343).
- Elisabet (palau de Woodstock, 1332 - Londres, 1379), casada amb Enguerrad VII de Coucy, comte de Soissons.
- Joana (palau de Woodstock, 1335 - de plaga, Loremo, Baiona, 1348), morta en camí a casar-se amb el rei Pere I de Castella.
- Guillem (Hatfield, 1337 - 1337).
- Lionel (Anvers, 1338 - Alba, Piemont, 1368), nomenat Lord tinent d'Irlanda (1361-1367), i després creat duc de Clarence (1361).
- Joan (abadia de St. Bavon, Gant, 1340 - castell de Leicester, 1399), creat comte de Richmond (1343).
- Edmon (King's Langley, Hertfordshire, 1341 - King's Langley, Hertfordshire, 1402), creat comte de Cambridge (1361) i duc de York (1385).
- Blanca (Torre de Londres, 1342-1342).
- Maria (Waltham, 1344 - 1362), casada amb Joan V l'Anglòfil, duc de Bretanya.
- Margarida (castell de Windsor, 1346 - 1361), casada amb Joan Hastings, comte de Pembroke.
- Tomàs (castell de Windsor, 1347 - 1348).
- Guillem (castell de Windsor, 1348 - 1348).
- Joana (1349-1349).
- Tomàs (n. palau de Woodstock, 1355 - assassinat, Calais, 8.9.1397), creat comte de Buckingham (1378) i duc de Gloucester (1386).